# Niewiedza (powieść)
Niewiedza – powieść Milana Kundery, po raz pierwszy opublikowana w 2000 roku (pierwsze polskie wydanie: 2003). Została napisana w języku francuskim. Opowiada historię osoby, która po dwudziestu latach emigracji (odniesienie do samego Kundery, który wyjechał z Czechosłowacji w 1975 roku) wraca do ojczyzny, gdzie odnajduje dawną miłość. 